# Simón Ampudia y Represa
Simón de Ampudia y Represa (Cabreros del Monte, Valladolid, 28 de octubre de 1842 - Santiago de Compostela, 4 de octubre de 1901) fue un militar español, oficial de Infantería, que participó en la guerra de los Diez Años (Guerra Grande de Cuba). Destacó activamente por su intervención en la defensa de la ciudad de Santa Clara, el 20 de julio de 1876. Fue caballero de las Reales Órdenes de Isabel la Católica y San Hermenegildo, Benemérito de la Patria, y condecorado con cuatro cruces del Mérito Militar.

## Biografía

### Orígenes familiares
Nació en Cabreros del Monte (Valladolid), el 28 de octubre de 1842. Fue el quinto hijo de los once habidos en el matrimonio formado por Antonio Miguel de Ampudia y García, y María Micaela de Represa y Fernández de Villar, ambos de condición hidalga. En su partida de bautismo figuran como abuelos Martín de Ampudia, natural de Morales de Campos; Ramona García Revuelta, de Pozuelo de la Orden; Martín de Represa, de Cabreros del Monte; y María Escolástica Fernández de Villar, de Cabreros del Monte.
Por línea materna era descendiente directo del Rey de Castilla Alfonso X el Sabio, a través del linaje de la Cerda, y sus entronques posteriores con los Osorio (Señores de Villalobos) y los Escobar (Señores de Sahagún).
La familia Ampudia, que era originaria de la homónima villa de Ampudia (Palencia), había probado su nobleza en la Sala de Hijosdalgo de la Real Chancillería de Valladolid en 1690 (Registro de Ejecutorias, caja 3050, nº8). En el siglo XVII pasaron a Valladolid, una rama a la Tierra de Campos (poseyendo bienes en Morales de Campos), y otra a la Tierra de Medina (donde fueron regidores de La Seca por el estado noble).

Los Represa, originarios de Villabrágima, habían sido regidores de Villafrechós durante el siglo XVII, y de Fuentes de Ropel, durante el XVIII. Por esta rama estaba emparentado con Diego de Represa Salazar Olmos y de las Osas, Caballero de la Orden de Malta en 1625; y con Baltasar de Represa Cepeda y Alonso, Caballero de la Orden de Carlos III en 1824 y Comisario de Guerra de Carlos IV. Su tatarabuelo, Manuel Antonio de Represa Escobar y Cepeda, natural de Fuentes de Ropel y vecino de Cabreros del Monte, había probado su nobleza en la Sala de Hijosdalgo de la Real Chancillería de Valladolid en 1754, con motivo de su asentamiento en Cabreros.
| \| \| \| \| \| \| \| \| \| \| \| \| \| \| \| \| \| \| \| \| Agustín de Ampudia y Matallana. \| \| \| \| \| \| \| \| \| \| \| \| \| \| \| \| \| \| \| \| \| \| \| \| \| \| \| \| \| \| \| \| \| \| \| \| \| \| \| \| \| \| \| \| \| \| \| \| \| \| \| \| \| \| Martín de Ampudia y Pérez Alonso. \| \| \| \| \| \| \| \| \| \| \| \| \| \| \| \| \| \| \| \| \| \| \| \| \| \| \| \| \| \| \| \| \| \| \| \| \| \| \| \| \| \| \| \| \| \| \| \| \| \| \| \| \| \| Teresa Pérez Alonso de Choya. \| \| \| \| \| \| \| \| \| \| \| \| \| \| \| \| \| \| \| \| \| \| \| \| \| \| \| \| \| \| \| \| \| \| \| \| \| \| \| \| \| \| \| \| \| \| \| \| \| \| \| \| \| \| Antonio Miguel de Ampudia y García. \| \| \| \| \| \| \| \| \| \| \| \| \| \| \| \| \| \| \| \| \| \| \| \| \| \| \| \| \| \| \| \| \| \| \| \| \| \| \| \| \| \| \| \| \| \| \| \| \| \| \| \| \| \| Manuel García de Guevara. \| \| \| \| \| \| \| \| \| \| \| \| \| \| \| \| \| \| \| \| \| \| \| \| \| \| \| \| \| \| \| \| \| \| \| \| \| \| \| \| \| \| \| \| \| \| \| \| \| \| \| \| \| \| Ramona García Revuelta. \| \| \| \| \| \| \| \| \| \| \| \| \| \| \| \| \| \| \| \| \| \| \| \| \| \| \| \| \| \| \| \| \| \| \| \| \| \| \| \| \| \| \| \| \| \| \| \| \| \| \| \| \| \| Catalina Revuelta Gutiérrez. \| \| \| \| \| \| \| \| \| \| \| \| \| \| \| \| \| \| \| \| \| \| \| \| \| \| \| \| \| \| \| \| \| \| \| \| \| \| \| \| \| \| \| \| \| \| \| \| \| \| \| \| \| \| Simón de Ampudia y Represa. \| \| \| \| \| \| \| \| \| \| \| \| \| \| \| \| \| \| \| \| \| \| \| \| \| \| \| \| \| \| \| \| \| \| \| \| \| \| \| \| \| \| \| \| \| \| \| \| \| \| \| \| \| \| Pedro Manuel de Represa Cepeda y del Mazo. \| \| \| \| \| \| \| \| \| \| \| \| \| \| \| \| \| \| \| \| \| \| \| \| \| \| \| \| \| \| \| \| \| \| \| \| \| \| \| \| \| \| \| \| \| \| \| \| \| \| \| \| \| \| Martín de Represa y Gutiérrez de los Santos. \| \| \| \| \| \| \| \| \| \| \| \| \| \| \| \| \| \| \| \| \| \| \| \| \| \| \| \| \| \| \| \| \| \| \| \| \| \| \| \| \| \| \| \| \| \| \| \| \| \| \| \| \| \| Micaela Gutiérrez de los Santos. \| \| \| \| \| \| \| \| \| \| \| \| \| \| \| \| \| \| \| \| \| \| \| \| \| \| \| \| \| \| \| \| \| \| \| \| \| \| \| \| \| \| \| \| \| \| \| \| \| \| \| \| \| \| María Micaela de Represa y Fernández de Villar. \| \| \| \| \| \| \| \| \| \| \| \| \| \| \| \| \| \| \| \| \| \| \| \| \| \| \| \| \| \| \| \| \| \| \| \| \| \| \| \| \| \| \| \| \| \| \| \| \| \| \| \| \| \| Carlos Fernández. \| \| \| \| \| \| \| \| \| \| \| \| \| \| \| \| \| \| \| \| \| \| \| \| \| \| \| \| \| \| \| \| \| \| \| \| \| \| \| \| \| \| \| \| \| \| \| \| \| \| \| \| \| \| María Escolástica Fernández de Villar. \| \| \| \| \| \| \| \| \| \| \| \| \| \| \| \| \| \| \| \| \| \| \| \| \| \| \| \| \| \| \| \| \| \| \| \| \| \| \| \| \| \| \| \| \| \| \| \| \| \| \| \| \| \| Nicolasa de Villar y Elcano. \| \| \| \| \| \| \| \| \| \| \| \| \| \| \| \| \| \| \| \| \| \| \| \| \| \| \| \| \| \| \| \| \| \| \| \| \| \| \| \| \| \| \| \| \| \| \| \| \| \| \| \| |                                                 |  |  |  |  |  |  |  |  |  |  |  |  |  |  |  |
| |                                                 |  |  |  |  |  |  |  |  |  |  |  |  |  |  |  |
| | Agustín de Ampudia y Matallana.                 |  |  |  |  |  |  |  |  |  |  |  |  |  |  |  |
| |                                                 |  |  |  |  |  |  |  |  |  |  |  |  |  |  |  |
| |                                                 |  |  |  |  |  |  |  |  |  |  |  |  |  |  |  |
| | Martín de Ampudia y Pérez Alonso.               |  |  |  |  |  |  |  |  |  |  |  |  |  |  |  |
| |                                                 |  |  |  |  |  |  |  |  |  |  |  |  |  |  |  |
| |                                                 |  |  |  |  |  |  |  |  |  |  |  |  |  |  |  |
| | Teresa Pérez Alonso de Choya.                   |  |  |  |  |  |  |  |  |  |  |  |  |  |  |  |
| |                                                 |  |  |  |  |  |  |  |  |  |  |  |  |  |  |  |
| |                                                 |  |  |  |  |  |  |  |  |  |  |  |  |  |  |  |
| | Antonio Miguel de Ampudia y García.             |  |  |  |  |  |  |  |  |  |  |  |  |  |  |  |
| |                                                 |  |  |  |  |  |  |  |  |  |  |  |  |  |  |  |
| |                                                 |  |  |  |  |  |  |  |  |  |  |  |  |  |  |  |
| | Manuel García de Guevara.                       |  |  |  |  |  |  |  |  |  |  |  |  |  |  |  |
| |                                                 |  |  |  |  |  |  |  |  |  |  |  |  |  |  |  |
| |                                                 |  |  |  |  |  |  |  |  |  |  |  |  |  |  |  |
| | Ramona García Revuelta.                         |  |  |  |  |  |  |  |  |  |  |  |  |  |  |  |
| |                                                 |  |  |  |  |  |  |  |  |  |  |  |  |  |  |  |
| |                                                 |  |  |  |  |  |  |  |  |  |  |  |  |  |  |  |
| | Catalina Revuelta Gutiérrez.                    |  |  |  |  |  |  |  |  |  |  |  |  |  |  |  |
| |                                                 |  |  |  |  |  |  |  |  |  |  |  |  |  |  |  |
| |                                                 |  |  |  |  |  |  |  |  |  |  |  |  |  |  |  |
| | Simón de Ampudia y Represa.                     |  |  |  |  |  |  |  |  |  |  |  |  |  |  |  |
| |                                                 |  |  |  |  |  |  |  |  |  |  |  |  |  |  |  |
| |                                                 |  |  |  |  |  |  |  |  |  |  |  |  |  |  |  |
| | Pedro Manuel de Represa Cepeda y del Mazo.      |  |  |  |  |  |  |  |  |  |  |  |  |  |  |  |
| |                                                 |  |  |  |  |  |  |  |  |  |  |  |  |  |  |  |
| |                                                 |  |  |  |  |  |  |  |  |  |  |  |  |  |  |  |
| | Martín de Represa y Gutiérrez de los Santos.    |  |  |  |  |  |  |  |  |  |  |  |  |  |  |  |
| |                                                 |  |  |  |  |  |  |  |  |  |  |  |  |  |  |  |
| |                                                 |  |  |  |  |  |  |  |  |  |  |  |  |  |  |  |
| | Micaela Gutiérrez de los Santos.                |  |  |  |  |  |  |  |  |  |  |  |  |  |  |  |
| |                                                 |  |  |  |  |  |  |  |  |  |  |  |  |  |  |  |
| |                                                 |  |  |  |  |  |  |  |  |  |  |  |  |  |  |  |
| | María Micaela de Represa y Fernández de Villar. |  |  |  |  |  |  |  |  |  |  |  |  |  |  |  |
| |                                                 |  |  |  |  |  |  |  |  |  |  |  |  |  |  |  |
| |                                                 |  |  |  |  |  |  |  |  |  |  |  |  |  |  |  |
| | Carlos Fernández.                               |  |  |  |  |  |  |  |  |  |  |  |  |  |  |  |
| |                                                 |  |  |  |  |  |  |  |  |  |  |  |  |  |  |  |
| |                                                 |  |  |  |  |  |  |  |  |  |  |  |  |  |  |  |
| | María Escolástica Fernández de Villar.          |  |  |  |  |  |  |  |  |  |  |  |  |  |  |  |
| |                                                 |  |  |  |  |  |  |  |  |  |  |  |  |  |  |  |
| |                                                 |  |  |  |  |  |  |  |  |  |  |  |  |  |  |  |
| | Nicolasa de Villar y Elcano.                    |  |  |  |  |  |  |  |  |  |  |  |  |  |  |  |
| |                                                 |  |  |  |  |  |  |  |  |  |  |  |  |  |  |  |
| |                                                 |  |  |  |  |  |  |  |  |  |  |  |  |  |  |  |

### Carrera militar
Simón Ampudia se alistó en el Ejército de Tierra el 16 de abril de 1863, en el Regimiento de Infantería “Isabel II” Nº32, siendo sus primeros destinos Zaragoza, La Granja de San Ildefonso (Segovia) y Madrid. En 1866 intervino en la sofocación de la Sargentada de San Gil, la sublevación militar ocurrida el 22 de junio de 1866, protagonizada por medio centenar de sargentos de artillería, que se rebelaron en el madrileño cuartel de San Gil de Leganitos contra el gobierno unionista de O´Donnell. Ampudia fue uno de los que participó en el restablecimiento del orden público, razón por la cual le fue concedida, mediante Real Orden de 27 de junio de 1866, la Cruz de María Isabel Luisa, pensionada con un escudo mensual vitalico. Esta condecoración había sido creada por Fernando VII para premiar hechos valerosos de tropa y suboficialidad, y según su reglamento, la cruz podía entregarse a los veinticuatro cabos más sobresalientes de un regimiento.
El 29 de septiembre de 1868 se adhería en Burgos a la Revolución Gloriosa, y por Decreto de primero de octubre de 1868 era ascendido a Sargento segundo de Infantería, accediendo a la suboficialidad, por su compromiso al nuevo régimen.
El 30 de enero de 1869 embarcó en Cádiz con el Regimiento de Infantería “Isabel II”, con el objetivo de sofocar la insurrección separatista de la Isla de Cuba tras el conocido Grito de Yara de Carlos Manuel de Céspedes, con el que había dado comienzo a la Primera guerra de Cuba, la también conocida como guerra de los Diez Años (1868-1878) o Guerra Grande.
El 27 de febrero de 1869 salió de operaciones a las ciudades de Ciego de Ávila y Morón, teniendo sus primeros encuentros bélicos con el enemigo. Días después participaba en la expedición de la ciudad de Magarabomba (Céspedes). Entre el 11 y el 18 de mayo estuvo a las órdenes del Capitán General Eusebio Puello y Castro, y durante los primeros de junio participó en distintas tomas de trincheras a las órdenes del Coronel José Chinchilla y Díez de Oñate.
Entre el 20 y el 26 de enero de 1870 asistió a una épica acción, consistente en la toma a bayoneta de la Fortaleza de Najasa, bajo las órdenes del Brigadier Zacarías González y Goyeneche El 14 de febrero participó en las acciones de los Dolores y San Pablo, y hasta el 28 de mayo estuvo entregado a la conducción de convoyes por las ciudades de Guáimaro, Cascorro, Sibanicú. El 3 de junio estuvo en la acción del Quemadito, bajo las órdenes de Luis Regalado e Illán, Comandante del vapor “Isabel la Católica”. Por esta acción fue ascendido, por méritos de campaña, a Sargento primero de Infantería, y condecorado con la Cruz del Mérito Militar con distintivo rojo.
En 1871 prestó solemne juramento a la Constitución de 1869 y fidelidad al Rey Amadeo I de Saboya. De conformidad con lo dispuesto en el Real Decreto de 3 de febrero de 1871, fue condecorado con la Cruz del Mérito Militar con distintivo blanco.
En septiembre de 1873 se unió al Regimiento de Cazadores “Simancas” Nº13, siendo destinado con esta unidad en el Fortín de la Trocha del Este de San Miguel del Bagá. Durante los primeros cinco meses de 1874 estuvo destinado en Puerto Príncipe, hasta que en mayo causó baja en su regimiento, para incorporarse al Batallón de Voluntarios Movilizados de La Habana Nº1. El 13 de junio de 1874 accedía a la oficialidad, siendo ascendido al empleo de Alférez de Infantería, asignándosele como destino Puerto Príncipe, donde estuvo hasta fines de octubre de dicho año. En esta fecha cambiaba nuevamente de unidad, y lo hacía al prestigioso Regimiento de Infantería Inmemorial del Rey Nº1, en el que acabaría la guerra.
Según propuesta aprobada el 13 de diciembre de 1875 le fue concedida la Medalla conmemorativa de la Campaña de Cuba con distintivo rojo y cinco pasadores. Por Real Orden de 3 de julio de 1876, como Oficial del Ejército de Cuba, era declarado por las Cortes Generales como Benemérito de la Patria.
Sin duda alguna, su más sobresaliente contribución militar en la guerra de Cuba fue la defensa de la ciudad de Santa Clara. La noche del 20 de julio de 1876 dos columnas del Ejército Libertador, bajo el mando del Mayor General Manuel de Jesús Calvar "Titá", atacaron la ciudad de Santa Clara. Ampudia fue uno de los oficiales que participó en la defensa de la ciudad, ante la invasión de los insurrectos. Por esta heroica acción el 10 de noviembre de 1876 ascendía a Teniente de Infantería, y de conformidad con lo dispuesto en la Circular de la Capitanía General de Cuba de 25 de marzo de 1877, en junio hacía lo propio a Capitán de Infantería.
Durante todo 1877 estuvo destinado como Capitán del Regimiento de Infantería Inmemorial del Rey en Ciego de Ávila, La Habana, y Puerto Príncipe.
El 23 de enero de 1878, coincidiendo con el regio enlace de Alfonso XII y María de las Mercedes de Orleans, se premió a los oficiales de Cuba con una Cruz del Mérito Militar con distintivo blanco.
Acabada la guerra, tras la Paz de Zanjón de Martínez-Campos, Ampudia continuó todo el año de 1879 prestando servicios de guarnición y mantenimiento del orden público en Puerto Príncipe. El 8 de febrero le era concedido el aumento de otro pasador en la Medalla conmemorativa de la Campaña de Cuba. En 1879 fue nombrado Capitán Jefe del fuerte de Punta Diamante de Cabaiguán.
Por Real Orden de 6 de marzo de 1879 fue nombrado Caballero de la Real y Americana Orden de Isabel la Católica, siendo condecorado con su Cruz. Y por Real Orden de 20 de octubre de 1880, Caballero de la Real y Militar Orden de San Hermenegildo, condecorado también con su Cruz, por una trayectoria de servicio distinguido.
Tras la restructuración del Ejército de Cuba, una vez finalizada la contienda, al término de mayo de 1881, fue destinado a la Península. Había servido en Cuba doce años, pasando de Sargento a Capitán. A su llegada a España le fue concedida la Cruz del Mérito Militar de Primera clase con distintivo rojo.
Por Real Orden 19 de junio de 1882, el director general del Arma de Infantería le destinó el Batallón de Reserva de La Estrada Nº79, donde sirvió hasta marzo de 1884, que pasó al Batallón de Depósito de La Estrada Nº73, hasta 1889, cuando terminaría en el Regimiento de Infantería de Reserva de La Estrada Nº35, unidad en la pasó a la condición de reservista. Se retiró definitivamente del Ejército el 8 de mayo de 1890, a la edad de cuarenta y siete años, en Santiago de Compostela, con una pensión de 168,75 pesetas mensuales.
Simón de Ampudia y Represa falleció en Santiago, el día cuatro de octubre del año 1901, a la edad de cincuenta y ocho.

## Vida personal
De su matrimonio con María de las Mercedes Sardain y Puig (natural de Puerto Príncipe) dejó once hijos, de los cuales dos también fueron oficiales del Ejército: Angel Ampudia Sardain (Comandante de Infantería), y Abelardo Ampudia Sardain (Capitán del Cuerpo de Oficinas del Ejército).
Fue bisabuelo del también oficial Ángel Sánchez Ampudia, Coronel del Ejército del Aire destinado en el Estado Mayor de la Defensa, y Director del Centro Cartográfico y Fotográfico del Ejército del Aire.

## Condecoraciones y distinciones
- Cruz de caballero de la Real Orden de Isabel la Católica (1879).
- Cruz de caballero de la Real y Militar Orden de San Hermenegildo (1880).
- Cruz de oficial de Benemérito de la Patria (1876).
- Cruz de la Orden del Mérito Militar con distintivo rojo (1870 y 1881).
- Cruz de la Orden del Mérito Militar con distintivo blanco (1871 y 1878).
- Medalla de la Campaña de Cuba con distintivo rojo y cinco pasadores (1875).
- Cruz de María Isabel Luisa (1866).